# Дамбовица (река)
Дамбовица (рум. Dâmbovița) је река у јужној Румунији и лева притока Арђеша дужине 286 километара.

## Географија
Дамбовица је дуга 286 километара и има слив површине 2.824 . Извире на Језерским планинама, у оквиру Јужних Карпата, на надморској висини од 2.240 m. Првобитно тече правцем југозапад—североисток све до врха Папуша одакле нагло мења ток ка југу—југоистоку. Ток наставља јужним крајевима планине Пијатра Крајулуј где формира клисуру, а потом се спушта у Влашку низију. Најзначајнији град кроз који пролази је Букурешт, главни град Румуније, где је њен ток каналисан. Улива се у Арђеш као њена лева притока, код града Будешти у жупанији Калараши. Главне притоке Дамбовице су Дамбовичоара, Раул Алб, Илфов, Колентина, Пасареа и Калнау.
Почев од 1983. године, на горњем току реке, у области Рукар—Драгославеле, изграђен је систем малих хидроелектрана за чије потребе су формиране акумулациона језера Печињагу и Сатик. Вода из Дамбовице се користи за снабдевање дела Букурешта пијаћом водом.